# Licques
Licques és un municipi francès, situat al departament del Pas de Calais i a la regió dels Alts de França. L'any 1999 tenia 1.440 habitants.

## Situació
Licques es troba al nord del departament del Pas de Calais.

## Administració
Licques es troba al cantó de Guînes, que al seu torn forma part del districte de Calais. L'alcalde de la ciutat és Jacques Lefebvre (2001-2008).

## Llocs d'interès
- L'antiga abbaye des Prémontrés